# Milostovice
Milostovice (německy Milostowitz, polsky Miłostowice) jsou vesnice, evidenční část, katastrální území a zároveň i samosprávná městská část statutárního města Opavy. Ves se rozkládá zhruba 5 km západně od centra Opavy, v mírně zvlněné krajině Zlatnické pahorkatiny, severovýchodního podhůří Nízkého Jeseníku. Nadmořská výška sídla se pohybuje okolo 290 m. Je zde k dispozici kulturní dům s hostincem, knihovna, antukové a betonové hřiště, tělovýchovná jednota a sbor dobrovolných hasičů. Milostovice mají 270 obyvatel.

## Historie
První písemnou zmínkou o Milostovicích je listina z roku 1255, kterou Boček z Perneku daroval Milostovice cisterciáckému klášteru ve Žďáru. Ve středověku se Milostovice skládaly ze dvou částí a měly dva fojty. Větší část - hradecká, patřila k faře v Hradci u Opavy (1353-1792), menší - panenská, byla majetkem kláštera sv. Kláry v Opavě (1507-1781). V roce 1565 dal císař Rudolf II. zapsat královský statek Hradec včetně Milostovic Kašparu Pruskovskému z Pruskova. Tím přestaly být Milostovice církevním majetkem. V roce 1792 prodal kníže Lichnovský svůj díl Milostovic svatojánské komendě v Opavě. Později tento díl patřil řádu německých rytířů. Původně to byla malá, čistě česká obec zemědělského charakteru.  V 70. letech 20. století byl obnoven chov koní.
V roce 1899 zde byl založen zemědělský družstevní lihovar pro Milostovice a okolí, který zpracovával brambory a jiné škrobnaté suroviny na líh. Po 2. světové válce byl lihovar znárodněn a včleněn pod firmu Slezské Lihovary, n.p.. V roce 1930 byla obec elektrifikována .
Zdejší rodák Vincenc Prasek (1841-1912) spolu s přáteli zde založil jeden z prvních odborů Matice slezské (opavské). Historiku a národnímu buditeli byl v roce 1933 postaven pomník, v roce 1946 odhalena pamětní deska na jeho rodném domě.
Za 2. světové války zde působila buňka odbojové organizace Obrana Slezska. Dne 6. května 1945 byly Milostovice osvobozeny Rudou armádou.
V blízkosti Milostovic vzniklo v roce 1995 muzeum československého opevnění. Areál se skládá ze tří těžkých objektů (OP-S-25 U trigonometru, OP -S-26 U Milostovic, OP-S- 27 Paletovo pole) a dvou lehkých objektů vz. 37.

## Významní rodáci a osobnosti spjaté s Milostovicemi
- Vincenc Prasek - historik

## Galerie

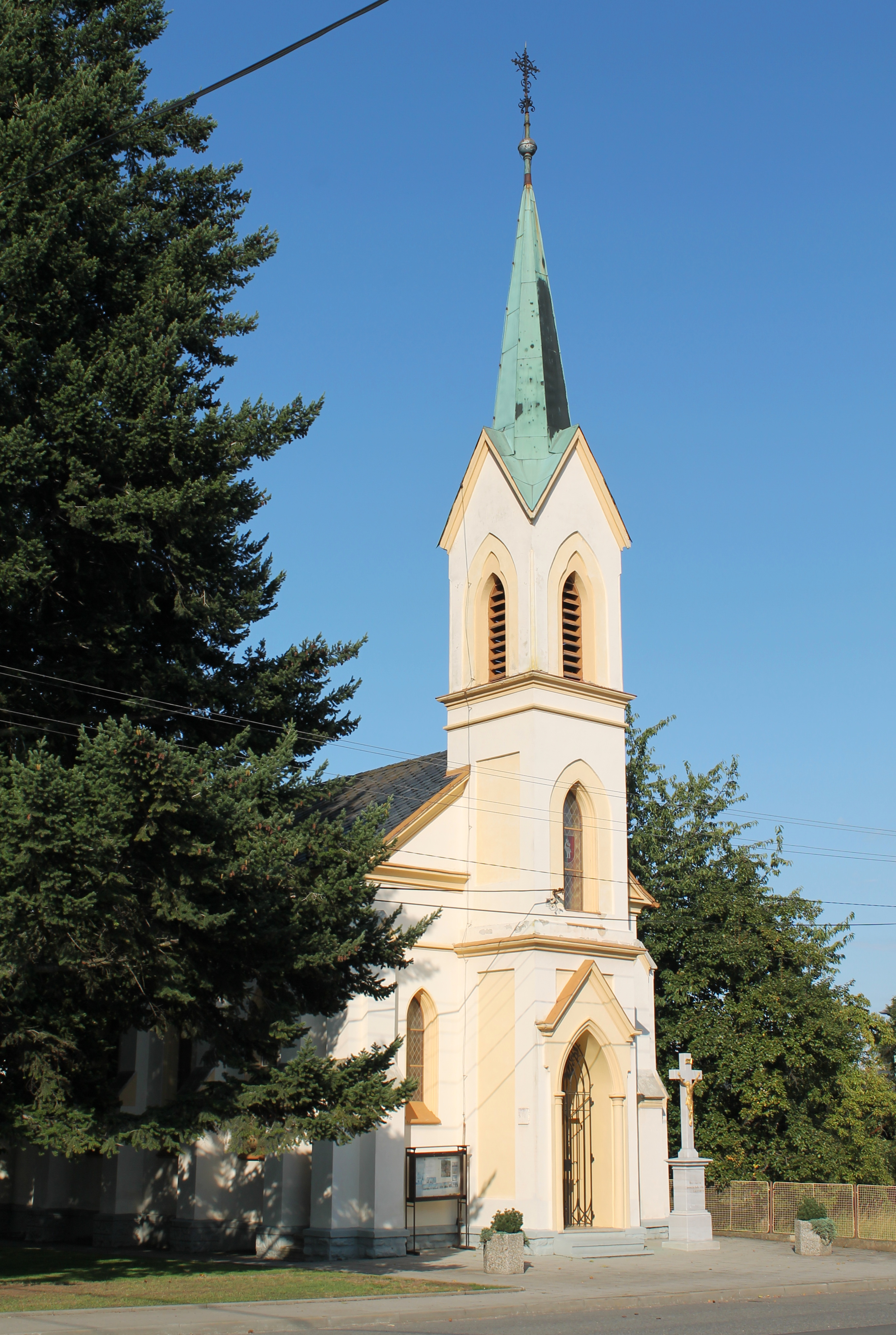
Kaple svatého Cyrila a Metoděje
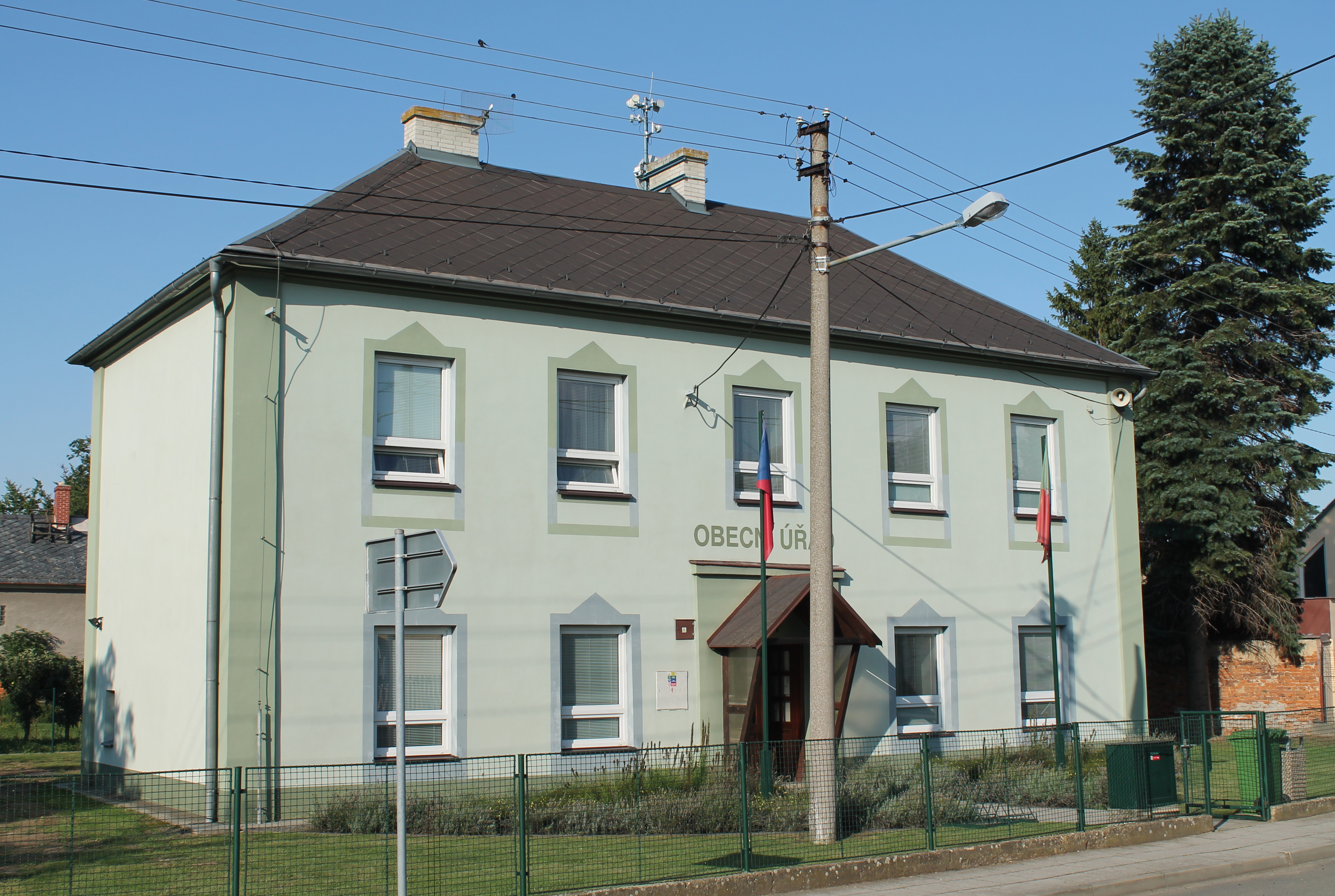
Úřad městské části
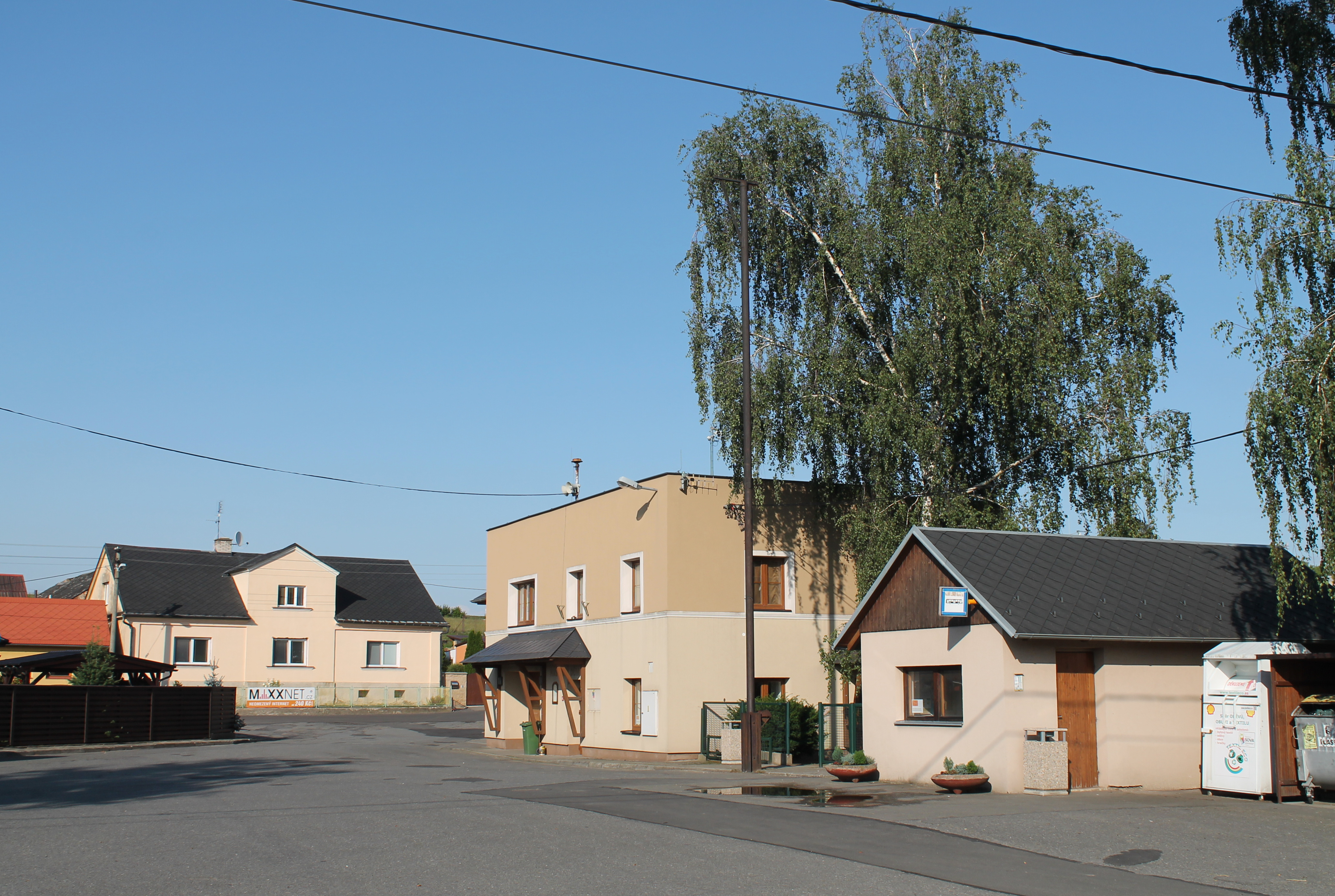
Lihovarská ulice s hasičskou zbrojnicí
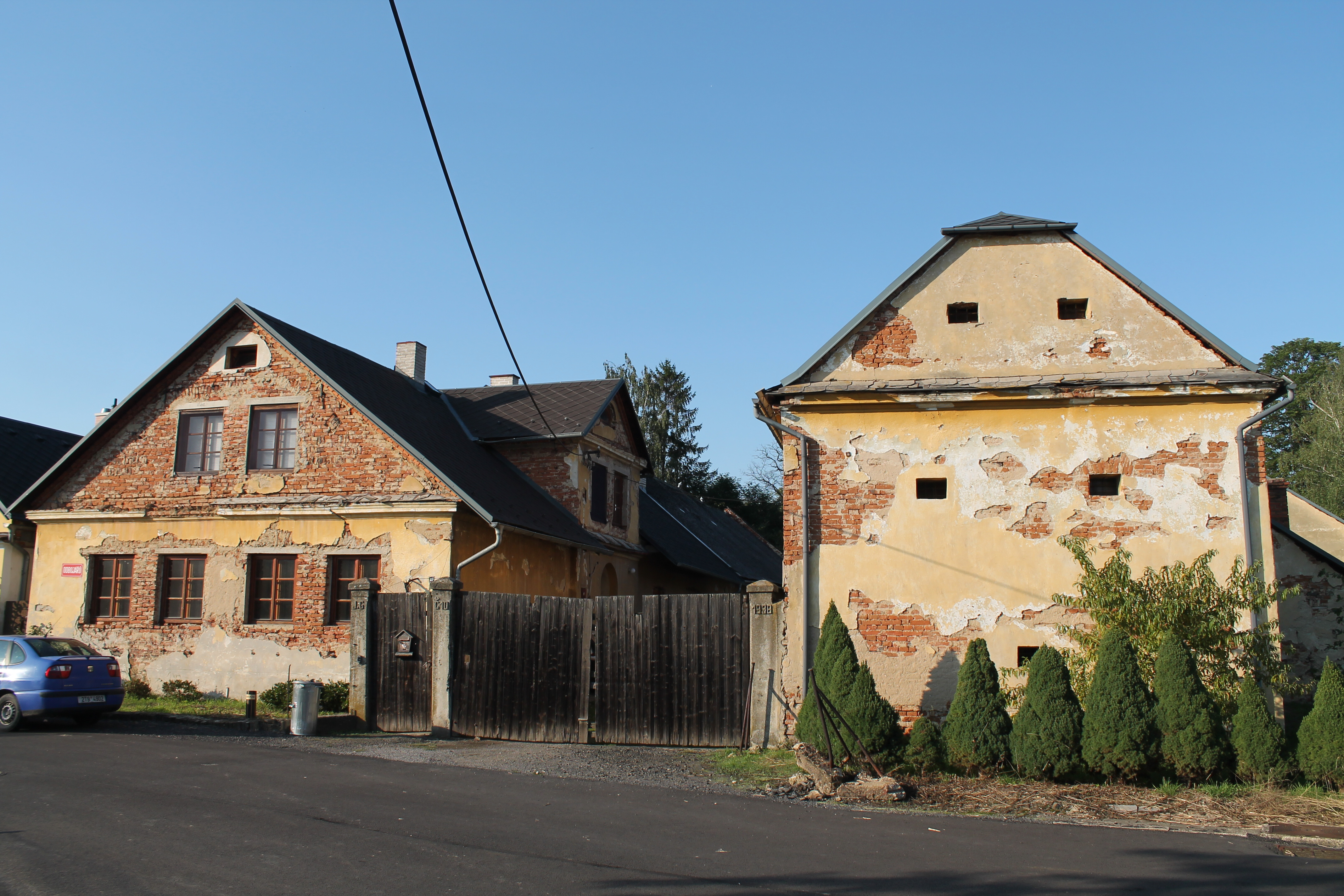
Statek Odbojářů 27
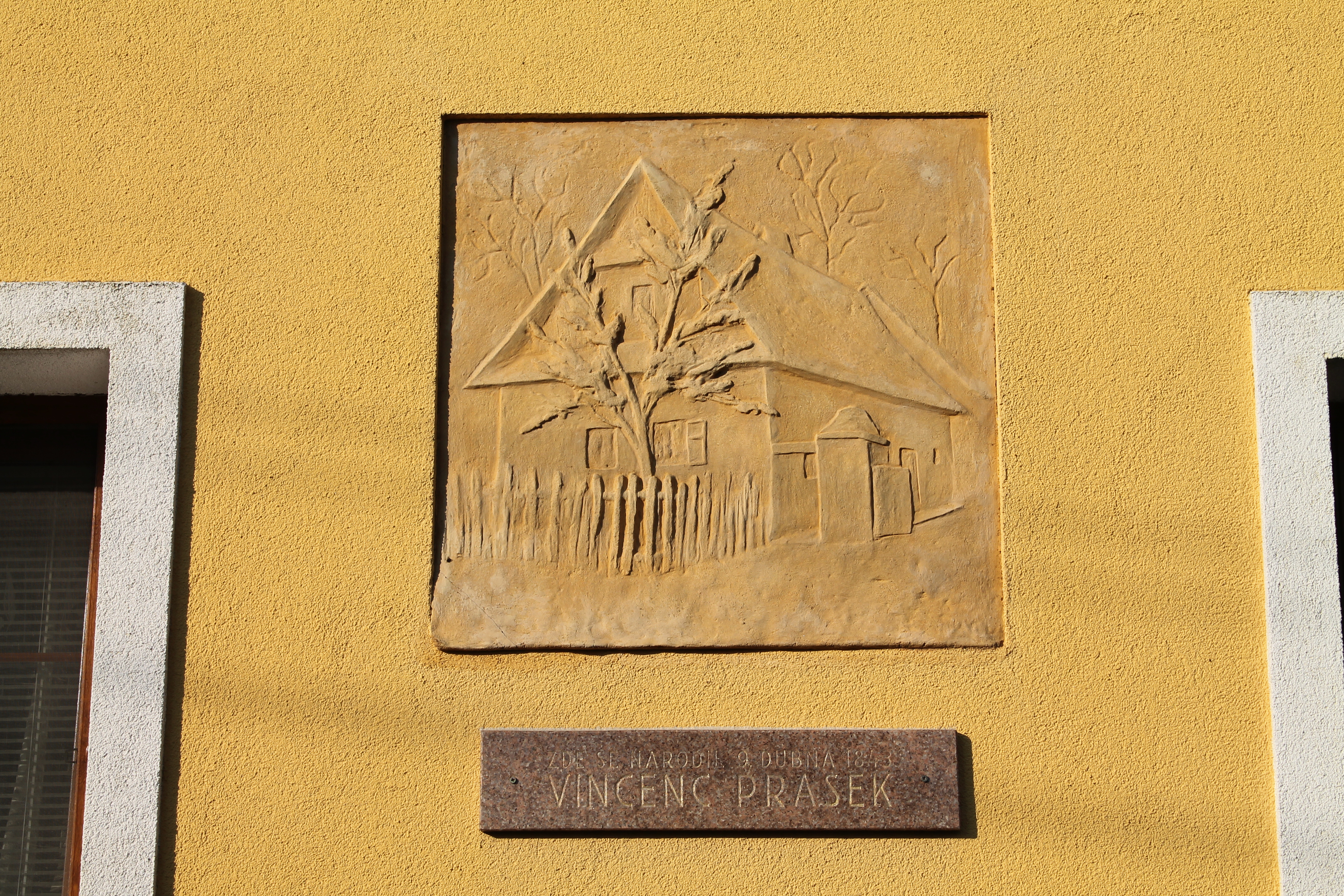
Pamětní deska na rodném domě Vincence Praska
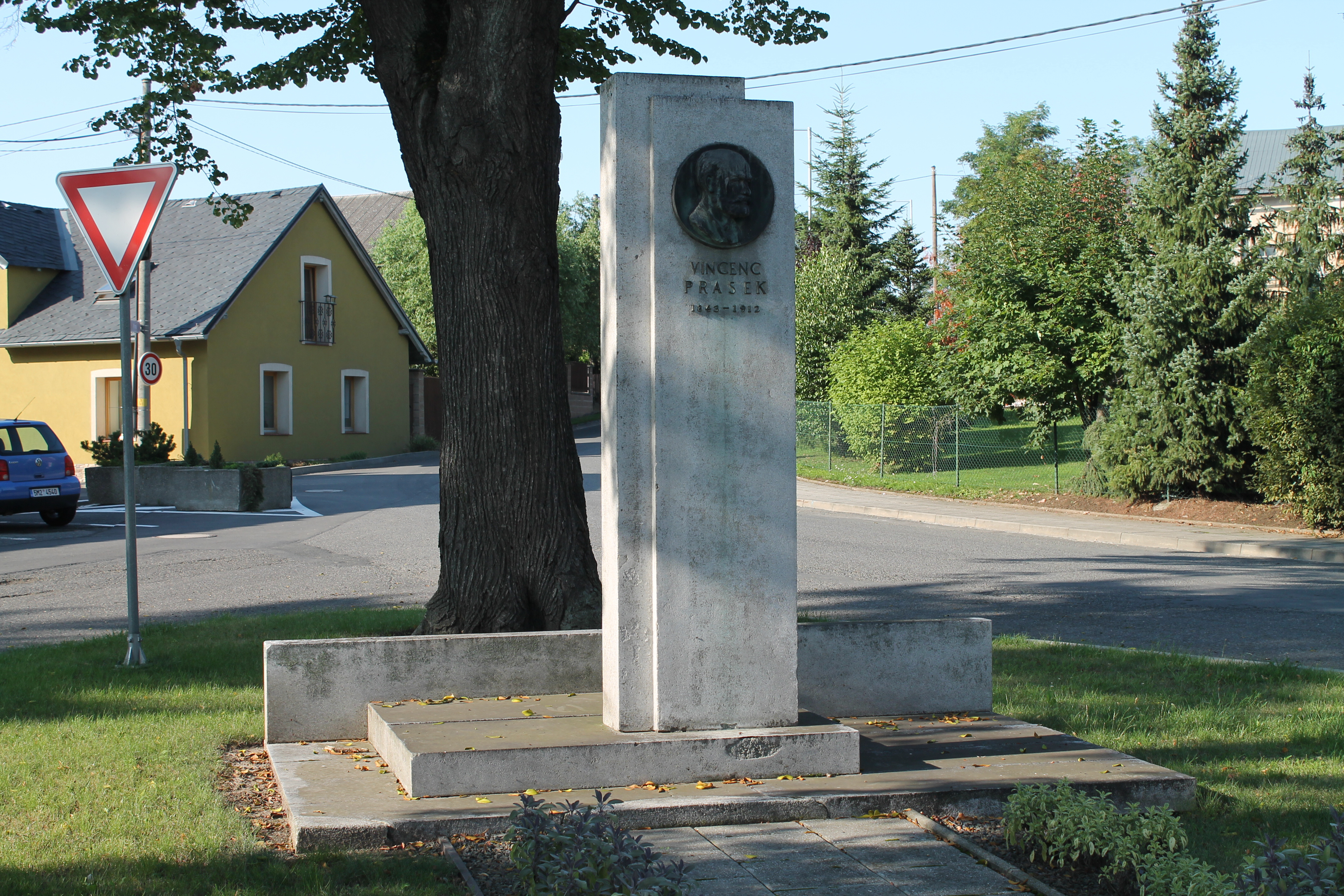
Pomník Vincence Praska
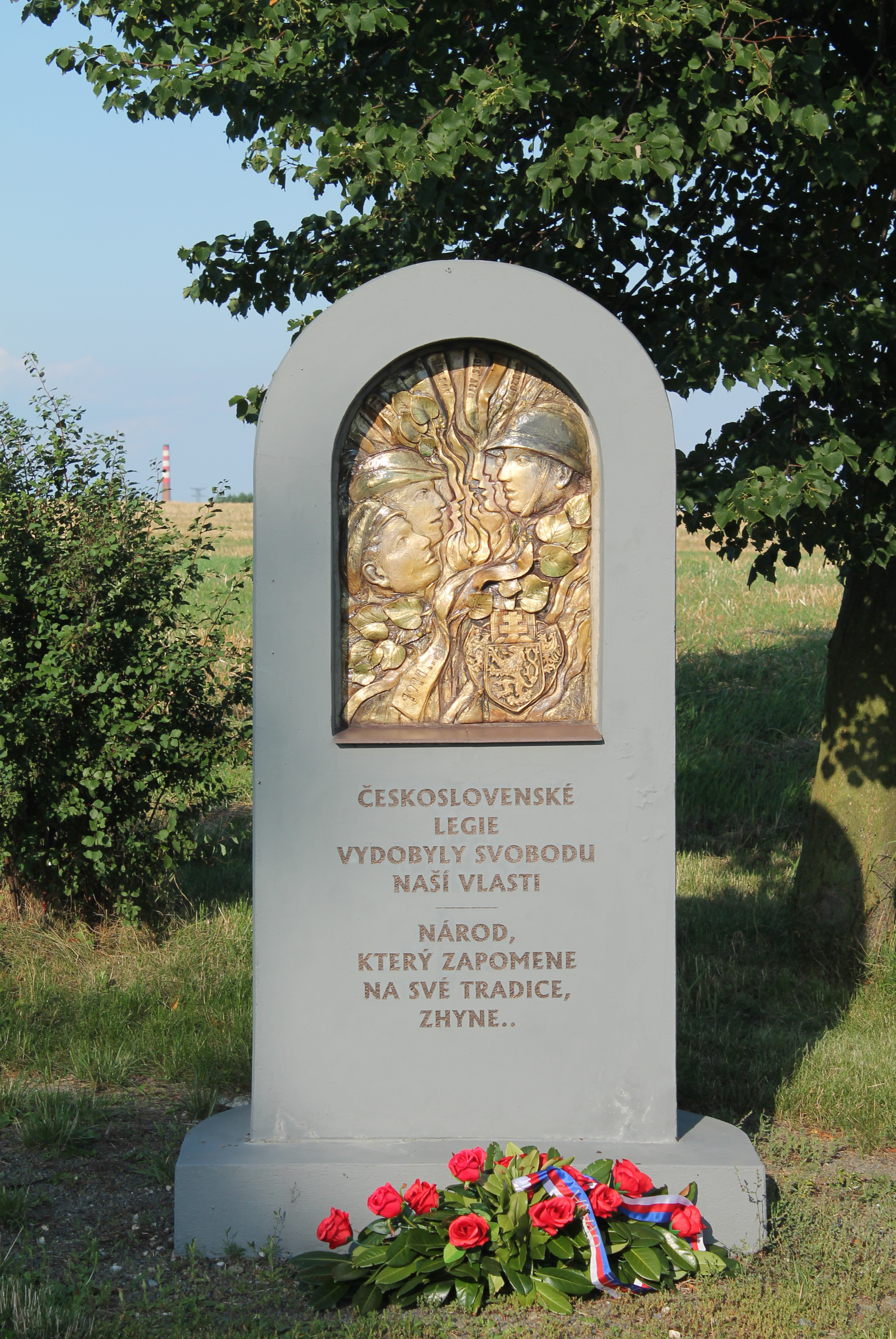
Pomník československým legionářům
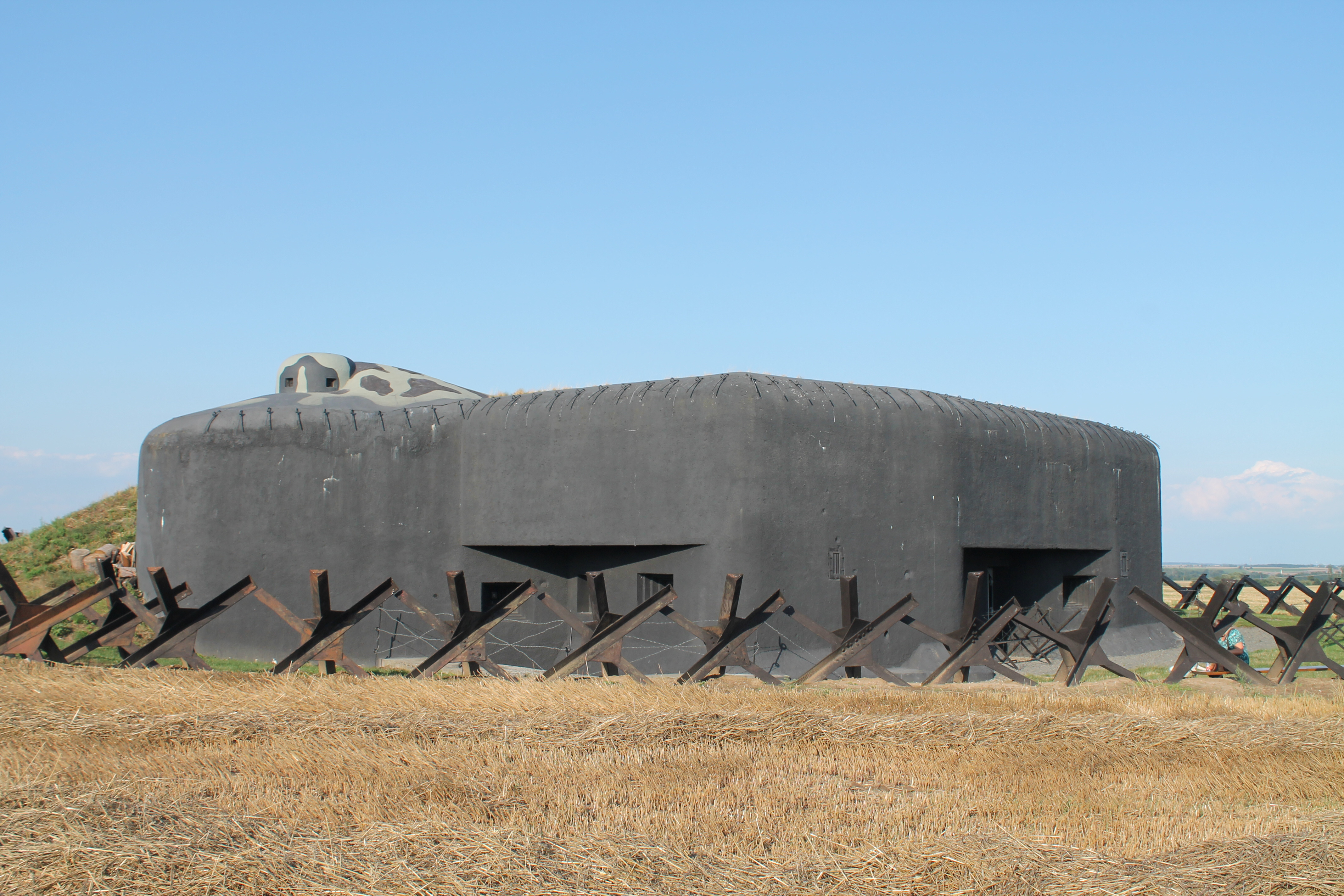
Pěchotní srub OP-S 25 U trigonometru